# Barry Flanagan
Pour les articles homonymes, voir Flanagan.
Barry Flanagan né à Prestatyn (Denbighshire, Royaume-Uni) le 11 janvier 1941 et mort à Santa Eulària des Riu (îles Baléares, Espagne) le 1er septembre 2009 est un sculpteur et graveur britannique.

## Biographie

Sans titre (1980), Grimbergen.

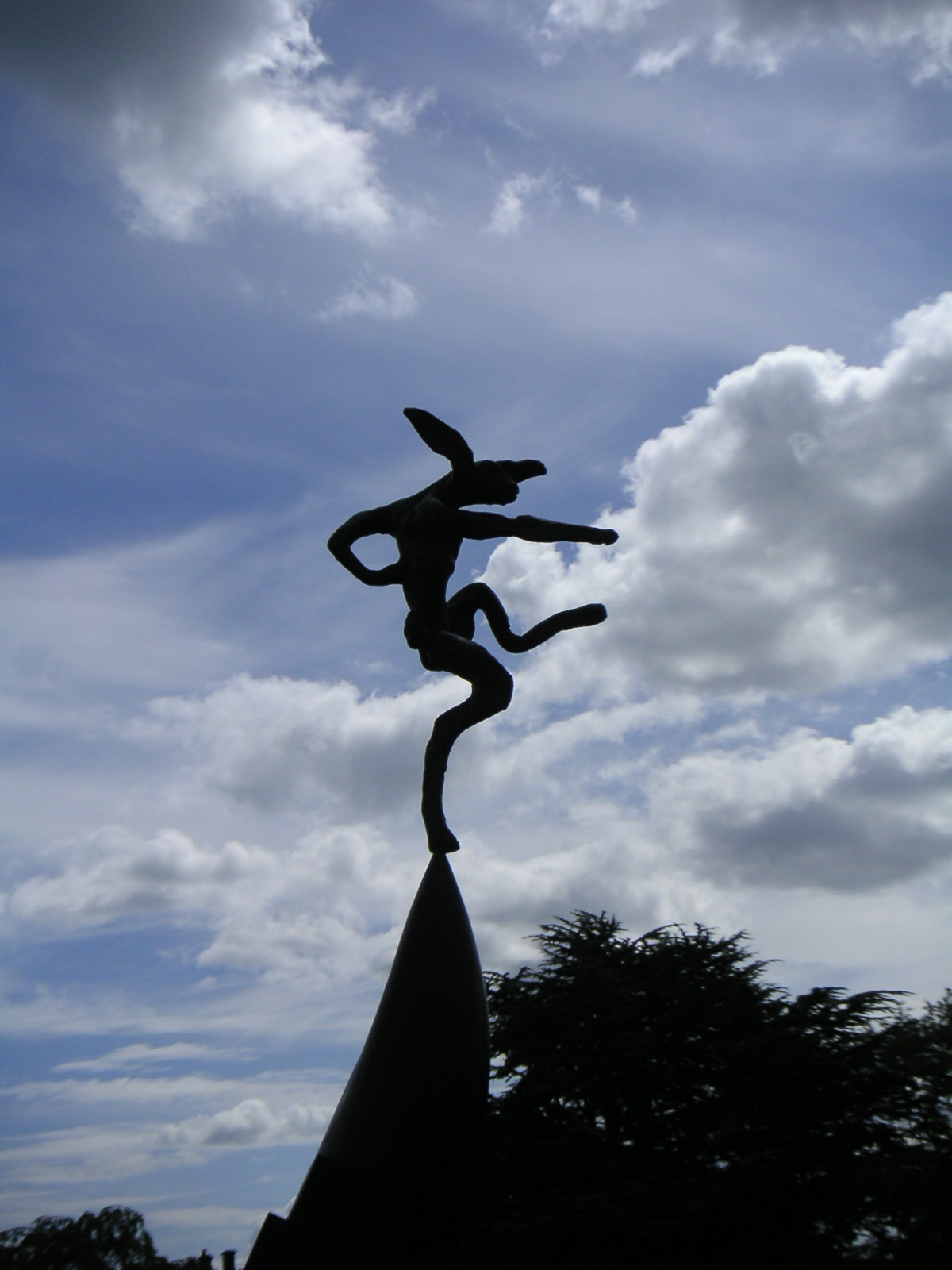
Large Nijinski on Anvil Point (2001), détail, Cité de Wakefield, Yorkshire Sculpture Park.

Barry Flanagan naît le 11 janvier 1941 à Prestatyn, dans le comté de Flint, au nord du pays de Galles. En 1957, il commence à suivre des cours d'architecture au Birmingham College of Art and Crafts (en) et suit en même temps des cours de dessin d’après nature. Il apprend par la suite à modeler, à mouler et à tailler la pierre. Il fréquente ensuite différentes écoles de beaux-arts et passe trois mois à la St. Martin’s School of Art, où il suit les cours du soir du sculpteur Anthony Caro.
En 1963, Barry Flanagan épouse Sue Lewis, étudiante en scénographie. Le couple habite d’abord à Bristol puis emménage à Cambridge, dans le comté de Gloucester, pour s’occuper d’un magasin d’antiquités. C'est l'époque des rencontres. Flanagan découvre Alfred Jarry et devient un adepte de sa « science des solutions imaginaires ». Il rencontre Joan Miró au vernissage de son exposition à la Tate Gallery. Il crée l’hebdomadaire Silâns avec Rudy Leenders et Alastair Jackson. Il participe avec Yoko Ono et Tony Cox au Destruction in Art Symposium (en).
En 1966, il réalise sa première exposition personnelle à la Rowan Gallery de Londres, galerie à laquelle il restera fidèle jusqu'en 1975.
De 1967 à 1971, il enseigne à la St Martin's School of Art et à la Central School of Art Crafts à Londres et expose dans des institutions prestigieuses à travers tout le Royaume-Uni : Londres, Oxford, Dublin, Liverpool… Durant cette période, il réalise sa première œuvre en bronze, un portrait d'Emlyn Lewis et fait sa première visite à New York à l'occasion d'une exposition à la Fishbach Gallery, suivie d'une visite au Japon en 1970. En 1971, il contribue à un film coréalisé avec Alan Seckers à la Hayward Gallery de Londres.
À partir des années 1980, son œuvre connaît un essor sans précédent. Sa série de sculptures de lièvres, inspirées des Two trained hares de Ludwig Nick (en) (1873-1936), lui attirent la notoriété. Ses sculptures monumentales investissent les plus grands musées du monde : Londres, Tokyo, New York, Paris… En 1980 a lieu sa première exposition de bronzes à la galerie Durand Dessert. En 1982, Barry Flanagan avait représenté la Grande-Bretagne à la Biennale de Venise et exposé un lièvre de 2,50 mètres de long à la Documenta VII de Kassel. En 1984 il participe au Liverpool Garden Festival, à cette occasion il produit des sculptures de marbre disposées au Watlington Park, quatre sculptures de bronze (Baby Elephant, Hare on Bell, Nine Foot hare, Horse and Cougar). En 1987, il est élu associé de la Royal Academy de Londres.
En 1987, l’artiste s’installe à Ibiza pour, selon ses dires, « entamer une nouvelle vie ».
En 1993-1994 a lieu une exposition, rétrospective majeure sur son œuvre organisée par la fondation Caixa. La même année, il crée le Centre de sculpture à Montolieu (Aude) avec Louise Romain et John Cockin. Jusqu'à sa mort, en 2009, il est président d'honneur de cette association sans but lucratif.

## Expositions personnelles
- 1966 : Rowan Gallery, Londres, Royaume-Uni.
- 1969 :
  - Barry Flanagan: Object Sculptures, Museum Haus Lange, Krefeld, Allemagne.
  - Fishbach Gallery, New York, États-Unis.
- 1974 :
  - Museum of Modern Art, New York, États-Unis ;
  - Bluecoat Gallery, Liverpool, Royaume-Uni ;
  - Galleria Dell'Ariete, Milan, Italie ;
  - Modern Art Oxford, Oxford, Royaume-Uni ;
  - Rowan Gallery, Londres, Royaume-Uni.
- 1975 :
  - Hogarth Galleries, Sydney, Australie ;
  - Art and Project, Amsterdam, Pays-Bas.
- 1976 :
  - Hester van Royen Gallery, Londres, Royaume-Uni ;
  - Centro de Arte y Communicacion, Buenos Aires, Argentine.
- 1982-1983 : 40e Biennale de Venise, pavillon britannique, Venise, Italie.
- 1990 : Waddington Galleries and The Economist Plaza, Londres, Royaume-Uni.
- 1993-1994 : Fondation la Caixa, Madrid, Espagne ; The Pace Gallery, New York, États-Unis.
- 1995-1996 : Barry Flanagan on Park Avenue, 54th à 59th Street, New York, États-Unis.
- 2000 : Tate Liverpool, Liverpool, Royaume-Uni.
- 2003 : Sculpture et dessins, musée d'Art moderne et contemporain, Nice, France[2].
- 2004 :
  - galerie Lelong, Paris, France[3] ;
  - Barry Flanagan : Linear Sculptures in Bronze and Stone Carvings, Waddington Galleries, Londres, Royaume-Uni ;
  - Paul Kasmin Gallery, New York, États-Unis.
- 2009 : New Art Centre, Salisbury, Royaume-Uni ;
- 2010 : galerie Lelong, Paris, France.
- 2011 :
  - galerie Lelong, Zurich, Suisse ;
  - galerie Lelong, Paris, France.
- 2013 : Flying Nessies, galerie Lelong, Paris, France[4].